# Manuel José Quintana
Pour les articles homonymes, voir Quintana.

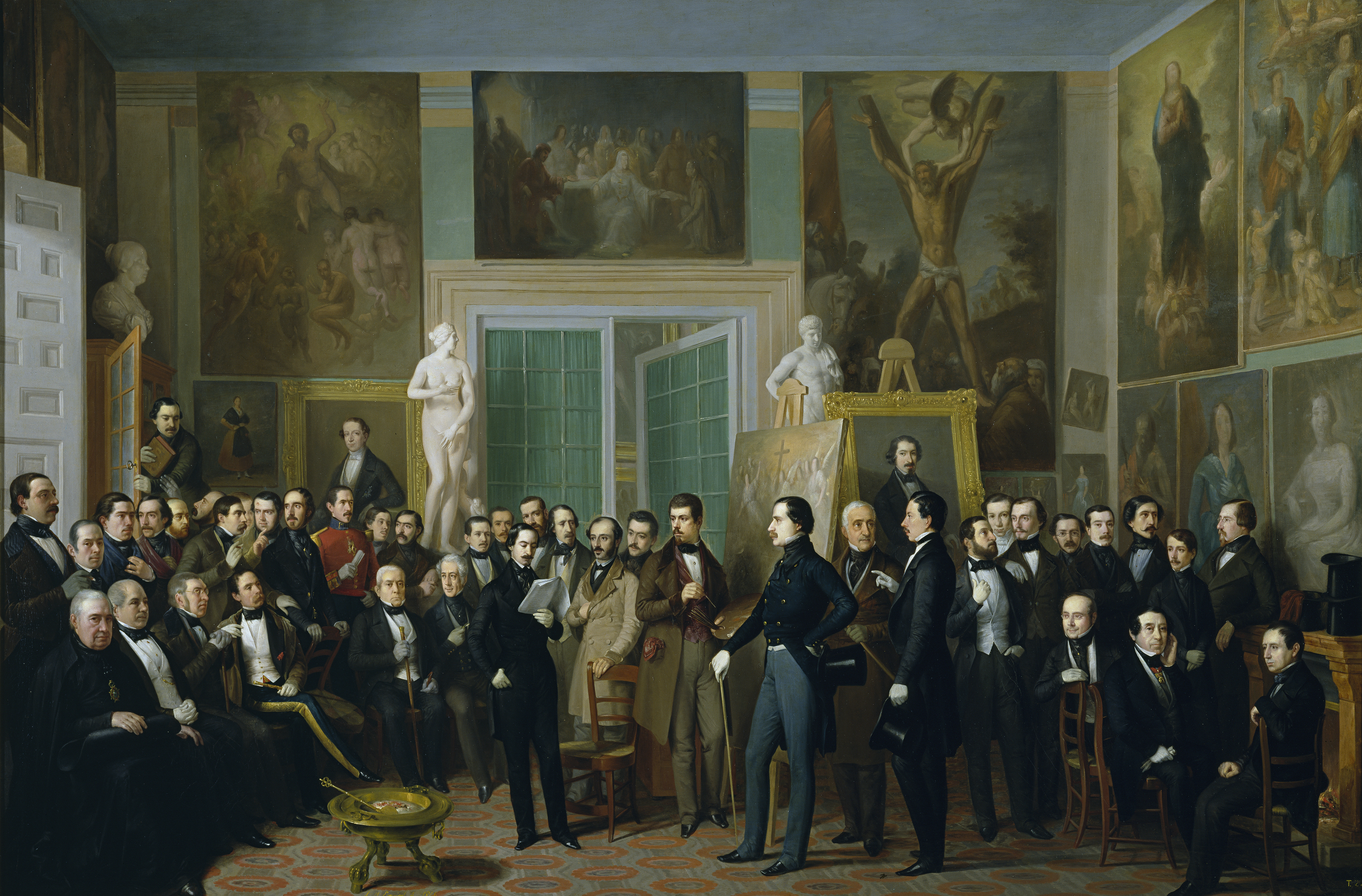
Manuel José Quintana représenté dans La Réunion des poètes d'Antonio María Esquivel (1846).

Manuel José Quintana, né le 11 avril 1772, mort le 11 mars 1857 à Madrid, est un poète espagnol.

## Biographie
Après des études de droit, il entra de bonne heure dans l'administration, où il fut agent fiscal de la junte du commerce. Il se fit remarquer dès 1797 par des poésies lyriques : Comte de Viseu (1801) et Pelayo (1805).
Il prit part en 1808 à la guerre d'indépendance contre l'invasion française et publia des Odes à l'Espagne libre pour enflammer l'ardeur de ses compatriotes. Il fut attaché à la junte centrale comme secrétaire des affaires étrangères pour l'interprétation des langues et rédigea la plupart des proclamations des Cortes Generales. 
Il n'en fut pas moins emprisonné en 1814 par Ferdinand VII, et ne recouvra la liberté qu'à la faveur de la révolution de 1820. Après le triomphe du pouvoir absolu en 1823, il se retira dans l'Estramadure. En 1833, à la mort de Ferdinand VII, il reprit son ancien poste aux Affaires étrangères, et fut nommé, en 1836, directeur général des études, conseiller d'État et sénateur. De 1840 à 1843, il fut gouverneur de la reine Isabelle. 
Il était membre de la Real Academia Española, et reçut en 1845 la couronne d'or de poète lauréat.